# ۱۶۶۷ (میلادی)
۱۶۶۷ (میلادی) هزار و ششصد و شصت و هفتمین سال تقویم میلادی است.

## زادگان
- سپتامبر - جرولامو ساکری، ریاضی‌دان
- ۲۶ مه – ابراهام دو مواور، ریاضی‌دان فرانسوی (د. ۱۷۵۴)
- ۲۸ ژوئیه – یوهان برنولی، ریاضی‌دان سوئیسی (د. ۱۷۴۸)
- ۵ سپتامبر – جیرولامو ساکری، ریاضی‌دان ایتالیایی (د. ۱۷۳۳)
- ۳۰ نوامبر – جاناتان سوییفت، نویسنده و شاعر بریتانیایی (د. ۱۷۴۵)

## درگذشتگان
- ۷ ژوئیه: نیکلاس سانسون نقشه نگار و سفرنامه نویس
- ۲۸ نوامبر: ژان ته ونو، جهانگرد فرانسوی